# William Christie
William Henry Mahoney Christie FRS (Woolwich, 1 de outubro de 1845 — Alto-mar próximo a Gibraltar, 22 de janeiro de 1922) foi um astrônomo britânico.